# Defensina
Las defensinas son péptidos ricos en cisteínas, que se encuentran en vertebrados e invertebrados y que funcionan como antibióticos naturales que se hallan en la superficie de la piel. Son activas contra bacterias, hongos y virus. La mayoría de las defensinas actúan al penetrar la membrana plasmática microbiana por medio de la atracción eléctrica y, una vez que han penetrado, forman un poro en la membrana que provoca la extrusión.

## Características
Las defensinas (DEF) son una de las familias de péptidos antimicrobianos (AMP), en el humano las otras familias son las catelicidinas y las histatinas. 
Las defensinas (DEF) son péptidos antimicrobianos de 2-5 kilodaltons, tienen un tamaño de 30-45 aminoácidos) y presentan tres puentes disulfuro. Las DEF tienen propiedades antibacterianas, antifúngicas y antivirales. Las DEF matan las células mediante la formación de canales regulados por voltaje en la membrana de la célula atacada.
Las defensinas (DEF) son péptidos altamente conservados en la escala evolutiva y forman parte de la respuesta inmune innata. 
En el humano se sintetizan principalmente en epitelios y leucocitos. Sus propiedades antimicrobianas son de amplio espectro (antibacterianas, antifúngicas, antivirales) variando en efectividad microbicida según su estructura y carga catiónica neta. 

## Historia
Las defensinas (DEF) fueron descritas por Ganz a mediados de los años 80.
De acuerdo con su patrón molecular de puentes disulfuro y distribución genómica las defensinas se clasificaron en las familias alfa (α) o HNP (human neutrophil peptides, beta (β) o HBD (human beta-defensin) y teta (θ). 

En 2016 se propuso la división en  dos grandes grupos DEF según su evolución, ya que no estaban relacionados evolutivamente, se denominaron cis-defensinas y trans-defensinas. 
Las cis-defensinas  comprenderían las CSαβ-defensinas, presentes en invertebrados, plantas y hongos. 
Las trans-defensinas comprenderían las α-, β-, big y θ-defensinas, presentes en vertebrados y algunos invertebrados.

## Clasificación
De acuerdo con su patrón molecular de puentes disulfuro y distribución genómica las defensinas se clasificaron en «familias».
Existen 6 alfa-defensinas, cuatro de las cuales se encuentran en los gránulos azurófilos de neutrófilos (HNP 1-4) y los HNP5 y 6 se producen principalmente en las células de Paneth.
| Tipo         | Símbolo genético | Nombre genético                                       | Nombre de la proteína  | Descripción |
| 𝝰-defensinas | DEFA1            | Alfa defensina 1                                      | Defensina neutrófila 1 | Se expresan principalmente en neutrófilos, así como en células NK y ciertos subtipos de linfocitos T. DEFA5 y DEFA6 se expresan en las células de Paneth en el intestino delgado, donde pueden regular y mantener el equilibrio microbiano en el lumen intestinal. |
| 𝝰-defensinas | DEFA1B           | Alfa defensina 1B                                     | Alfa defensina 1       | Se expresan principalmente en neutrófilos, así como en células NK y ciertos subtipos de linfocitos T. DEFA5 y DEFA6 se expresan en las células de Paneth en el intestino delgado, donde pueden regular y mantener el equilibrio microbiano en el lumen intestinal. |
| 𝝰-defensinas | DEFA3            | Alfa defensina 3, neutrófila-específica               | Defensina neutrófila 3 | Se expresan principalmente en neutrófilos, así como en células NK y ciertos subtipos de linfocitos T. DEFA5 y DEFA6 se expresan en las células de Paneth en el intestino delgado, donde pueden regular y mantener el equilibrio microbiano en el lumen intestinal. |
| 𝝰-defensinas | DEFA4            | Alfa defensina 4, corticostatina                      | Defensina neutrófila 4 | Se expresan principalmente en neutrófilos, así como en células NK y ciertos subtipos de linfocitos T. DEFA5 y DEFA6 se expresan en las células de Paneth en el intestino delgado, donde pueden regular y mantener el equilibrio microbiano en el lumen intestinal. |
| 𝝰-defensinas | DEFA5            | Alfa defensina 5, específica de las células de Paneth | Defensina-5            | Se expresan principalmente en neutrófilos, así como en células NK y ciertos subtipos de linfocitos T. DEFA5 y DEFA6 se expresan en las células de Paneth en el intestino delgado, donde pueden regular y mantener el equilibrio microbiano en el lumen intestinal. |
| 𝝰-defensinas | DEFA6            | Alfa defensina 6, específica de las células de Paneth | Defensina-6            | Se expresan principalmente en neutrófilos, así como en células NK y ciertos subtipos de linfocitos T. DEFA5 y DEFA6 se expresan en las células de Paneth en el intestino delgado, donde pueden regular y mantener el equilibrio microbiano en el lumen intestinal. |
| β-defensinas | DEFB1            | Defensina beta 1                                      | Beta-defensina 1       | Son las que más distribuidas están. Son secretadas por leucocitos y células epiteliales de muchos tipos. Pueden encontrarse, por ejemplo, en la lengua, la piel, la córnea, las glándulas salivales, los riñones, el esófago y las vías respiratorias. Se ha sugerido, y se está cuestionando que parte de la patología de la fibrosis quística surge de la inhibición de la actividad de β-defensinas en las superficies epiteliales de los pulmones y la tráquea debido al mayor contenido de sal. |
| β-defensinas | DEFB2            | Defensina beta 2                                      | Beta-defensina2        | Son las que más distribuidas están. Son secretadas por leucocitos y células epiteliales de muchos tipos. Pueden encontrarse, por ejemplo, en la lengua, la piel, la córnea, las glándulas salivales, los riñones, el esófago y las vías respiratorias. Se ha sugerido, y se está cuestionando que parte de la patología de la fibrosis quística surge de la inhibición de la actividad de β-defensinas en las superficies epiteliales de los pulmones y la tráquea debido al mayor contenido de sal. |
| β-defensinas | DEFB3            | Defensina beta 3                                      | Beta defensina 3       | Son las que más distribuidas están. Son secretadas por leucocitos y células epiteliales de muchos tipos. Pueden encontrarse, por ejemplo, en la lengua, la piel, la córnea, las glándulas salivales, los riñones, el esófago y las vías respiratorias. Se ha sugerido, y se está cuestionando que parte de la patología de la fibrosis quística surge de la inhibición de la actividad de β-defensinas en las superficies epiteliales de los pulmones y la tráquea debido al mayor contenido de sal. |
| β-defensinas | DEFB103A         | Defensina beta 103A                                   | Beta-Defensina 103     | Son las que más distribuidas están. Son secretadas por leucocitos y células epiteliales de muchos tipos. Pueden encontrarse, por ejemplo, en la lengua, la piel, la córnea, las glándulas salivales, los riñones, el esófago y las vías respiratorias. Se ha sugerido, y se está cuestionando que parte de la patología de la fibrosis quística surge de la inhibición de la actividad de β-defensinas en las superficies epiteliales de los pulmones y la tráquea debido al mayor contenido de sal. |
| β-defensinas | DEFB106A         | Defensina beta 106A                                   | Beta-defensina 106A    | Son las que más distribuidas están. Son secretadas por leucocitos y células epiteliales de muchos tipos. Pueden encontrarse, por ejemplo, en la lengua, la piel, la córnea, las glándulas salivales, los riñones, el esófago y las vías respiratorias. Se ha sugerido, y se está cuestionando que parte de la patología de la fibrosis quística surge de la inhibición de la actividad de β-defensinas en las superficies epiteliales de los pulmones y la tráquea debido al mayor contenido de sal. |
| β-defensinas | DEFB106B         | Defensina beta 106B                                   | Beta-defensina 106B    | Son las que más distribuidas están. Son secretadas por leucocitos y células epiteliales de muchos tipos. Pueden encontrarse, por ejemplo, en la lengua, la piel, la córnea, las glándulas salivales, los riñones, el esófago y las vías respiratorias. Se ha sugerido, y se está cuestionando que parte de la patología de la fibrosis quística surge de la inhibición de la actividad de β-defensinas en las superficies epiteliales de los pulmones y la tráquea debido al mayor contenido de sal. |
| β-defensinas | DEFB107B         | Defensina beta 107B                                   | Beta-defensina 107B    | Son las que más distribuidas están. Son secretadas por leucocitos y células epiteliales de muchos tipos. Pueden encontrarse, por ejemplo, en la lengua, la piel, la córnea, las glándulas salivales, los riñones, el esófago y las vías respiratorias. Se ha sugerido, y se está cuestionando que parte de la patología de la fibrosis quística surge de la inhibición de la actividad de β-defensinas en las superficies epiteliales de los pulmones y la tráquea debido al mayor contenido de sal. |
| β-defensinas | DEFB110          | Defensina beta 110                                    | Beta-defensina 110     | Son las que más distribuidas están. Son secretadas por leucocitos y células epiteliales de muchos tipos. Pueden encontrarse, por ejemplo, en la lengua, la piel, la córnea, las glándulas salivales, los riñones, el esófago y las vías respiratorias. Se ha sugerido, y se está cuestionando que parte de la patología de la fibrosis quística surge de la inhibición de la actividad de β-defensinas en las superficies epiteliales de los pulmones y la tráquea debido al mayor contenido de sal. |
| β-defensinas | DEFB136          | Defensina beta 136                                    | Beta-defensina 136     | Son las que más distribuidas están. Son secretadas por leucocitos y células epiteliales de muchos tipos. Pueden encontrarse, por ejemplo, en la lengua, la piel, la córnea, las glándulas salivales, los riñones, el esófago y las vías respiratorias. Se ha sugerido, y se está cuestionando que parte de la patología de la fibrosis quística surge de la inhibición de la actividad de β-defensinas en las superficies epiteliales de los pulmones y la tráquea debido al mayor contenido de sal. |

| θ-defensinas | DEFT1P | Defensina teta 1 pseudogén | No se expresa en humanos | Son raras, y hasta ahora solo se han encontrado en los leucocitos del macaco rhesus y el babuino verde oliva (Papio anubis), El gen que la codifica está dañado en humanos y otros primates, por eso no se expresa. |

## Defensinas humanas y VIH
Todas las familias de defensinas presentan actividad anti VIH.
Las α-defensinas 1-4 tienen actividad anti–VIH y se ha demostrado que aunque no contribuyen al factor antiviral de linfocitos CD8+ (CAF) inicialmente reportado, tienen la propiedad de unirse al péptido C1q y activar de esta forma la vía clásica del sistema del complemento. Adicionalmente tienen un efecto quimiotáctico para linfocitos T, monocitos y células dendríticas maduras, además de inducir la síntesis de citocinas. La expresión de estas defensinas no se altera con el estado de seropositividad.
Particularmente, la α–defensina 1 (human neutrophil peptide 1, HNP1) presenta una doble función anti VIH:
1. Inhibe la actividad de proteína cinasa C (PKC) interfiriendo con la importación nuclear y transcripción en linfocitos T CD4+ y macrófagos; e
2. Inactiva directamente al virus probablemente al unirse con glucanos presentes en CD4 y gp120 de la envoltura vírica.

Respecto a su repercusión epidemiológica, en mujeres constantemente expuestas al VIH, pero seronegativas, se ha encontrado una elevada expresión constitutiva de a–defensinas (alfa-defensinas o, α-defensinas) en sus linfocitos T CD8+ periféricos y de mucosa diez veces mayor comparada con controles y se ha propuesto que esto explica, al menos parcialmente, la no infección en individuos altamente expuestos, pero no infectados. Asimismo, los niveles elevados de alfa–defensinas (o, α-defensinas) en leche materna están asociados con un menor riesgo de transmisión perinatal y posnatal en infantes de madres seropositivas.
Se hipotetiza que las β–defensinas bloquean eventos tardíos de la replicación del virus, con base en las siguientes evidencias:
1. La quimiotaxis de células dendríticas inmaduras y células T de memoria resulta de la unión directa y activación del receptor de quimiocinas CCR6 por estas defensinas, desplazando competitivamente a su ligando, la proteína inflamatoria de macrófago 3 alfa (MIP–3α); y
2. Las β–defensinas inducen además señales intracelulares al interactuar con receptores de quimiocinas y receptores similares a Toll(TLRs), cuyas vías promueven respuestas inmunes adaptativas reclutando células dendríticas y T al sitio de invasión.

En particular, la expresión diferencial entre individuos del gen de la β–defensina humana 1 (péptido hBD1, gen DEFB1) podría ser explicada por el polimorfismo de un solo nucleótido (SNP) DEFB1C > G 668 que crea un sitio putativo de unión para el factor de nuclear kappa–B (NF–κB), un factor de transcripción responsable de la expresión de citocinas inflamatorias y otras defensinas. La sobreexpresión producida por esta variante podría explicar la asociación de este SNP con protección contra la infección perinatal por VIH en niños italianos y brasileños, aun cuando la hBD1 es la que presenta menor actividad anti VIH dentro de esta familia.
La hBD2 presenta potencia similar a la hBD1 e inhibe como máximo de 30–40 % la infectividad, siendo la primera más activa contra las cepas X4. La inhibición del VIH por hBD2 ocurre entre los eventos de entrada–fusión y la transcripción reversa. En personas no infectadas, la hBD2 se expresa en mayor cantidad que las α–defensinas 1–3 en mucosa oral, que sumado a la presencia en saliva de hBD3, IgA, lisozima, trombospondina e inhibidor de proteasas de leucocitos secretorios (SLPI), así como a un menor número de células CD4+, se postulan como factores responsables de la baja frecuencia de transmisión del virus en esta mucosa comparado con la vaginal y rectal. Contrariamente, en pacientes infectados con VIH disminuye significativamente la expresión de hBD2 en mucosa oral, favoreciendo una mayor susceptibilidad al VIH, así como a infecciones oportunistas y a otras complicaciones orales. Además, las β–defensinas que son inducibles en otros tejidos, se expresan constitutivamente en epitelio oral, lo que no sucede con otras sustancias activas de esta mucosa. Recientemente, se descubrió que la hBD3 compite con el ligando natural de CXCR4, el factor 1 derivado de estroma (SDF–1), inhibiendo el flujo de calcio, la fosforilación de ERK–1/2 y la quimiotaxis.
Las θ–defensinas presentan estructura cíclica producto de la fusión postraduccional de los extremos amino de una α–defensina con el extremo carboxilo de otra. La primera theta defensina se aisló del macaco Rhesus (Macaca mulatta) y se denominó Defensina Theta Rhesus 1 (RTD–1). Una mutación en la secuencia señal del pseudogén humano análogo de la RTD–1 produce un codón de paro prematuro que evita la formación del péptido maduro. Eliminando este codón de paro, se ha sintetizado la retrociciina, una lectina que se une a gp120 y CD4 como lo hacen las α–defensinas, pero adicionalmente también se une a galactosilceramida, todas ellas moléculas implicadas en la entrada del virus. La retrociciina actúa tardíamente en la cascada de fusión de Env del VIH–1 antes de la formación del haz de seis hélices uniéndose con gran afinidad al ectodominio de gp41 en la repetición de héptadas en C terminal en una manera dependiente de glucanos. Es por esto que el mecanismo inhibitorio de la retrociciina es comparable con el de los inhibidores peptídicos de entrada basados en las porciones de la secuencia gp41(). La retrociciina es un péptido altamente inhibitorio de la replicación del VIH tanto de cepas que infectan linfocitos T (tropismo T) como aquellas que infectan macrófagos (tropismo M), estas últimas son las cepas más comunes de VIH de transmisión sexual, siendo por esto más promisorio su uso tópico que el de la RTD–1. Se ha postulado que la ausencia de la síntesis natural de este péptido en humanos podría ser responsable de la susceptibilidad misma a la infección por el virus.

Las alteraciones en las defensinas endógenas parecen ser factores determinantes en la progresión a sida,cuyas causas pueden ser una menor expresión o alteración de la funcionalidad in vivo del(los) péptido(s) originadas no solo por SNPs(), sino además por polimorfismos en el número de copias de los genes de defensinas.
En conclusión, el nivel de α–defensinas podría ser un marcador de no progresión, útil en población altamente expuesta (al retrovirus VIH), revelando que a pesar de la infección por VIH, los linfocitos CD8+ permanecen funcionales para generar estos PAs y actuar sobre las partículas virales, las células del hospedero o ambas. También podría ser útil para determinar el inicio oportuno de una terapia antiviral. Respecto a las β–defensinas, la genotipificación de SNPs en el gen DEFB1 podría servir como marcador de riesgo de la infección por VIH. Asimismo, el amplio espectro antirretroviral contra cepas que utilizan tanto los receptores CXCR4 como CCR5 como vía de entrada, hace idónea a esta familia para ser utilizada como modelo para desarrollar agentes tópicos para mucosas. Por último, las ventajas que hipotéticamente tendría utilizar la θ–defensina retrociciina como agente antirretroviral en comparación con inhibidores utilizados actualmente como el T–20 (enfuvirtida, DP–178 o pentafusida) son:
i) Una mayor biodisponibilidad al no ser susceptible a peptidasas hepáticas y renales por su característica cíclica
ii) Bajos costos de producción, porque sería más barata sintetizarla u obtenerla por tecnologías recombinantes al presentar solo 18 residuos en vez de 36.
iii) Gran potencia antibacteriana, lo que sería útil para evitar infecciones oportunistas, lo cual no se ha demostrado para el T–20.
Estos hallazgos ubican a las defensinas naturales y aquellas mejoradas por ingeniería de péptidos como potenciales agentes profilácticos y como una alternativa terapéutica de primordial importancia para detener o al menos retardar la replicación del VIH en pacientes seropositivos. El reto ahora es demostrar si las defensinas son tan efectivas en la práctica clínica como lo son in vitro.